# Donna Etiebet
Donna Etiebet (Ottawa, Canadá, 29 de abril de 1986) es una deportista británica que compitió en remo. Ganó una medalla de oro en el Campeonato Mundial de Remo de 2016 y una medalla de plata en el Campeonato Europeo de Remo de 2014.

## Palmarés internacional
| Campeonato Mundial | Campeonato Mundial      | Campeonato Mundial | Campeonato Mundial |
| Año                | Lugar                   | Medalla            | Prueba             |
| ------------------ | ----------------------- | ------------------ | ------------------ |
| 2016               | Róterdam (Países Bajos) | Medalla de oro     | Cuatro sin timonel |
| Campeonato Europeo |                         |                    |                    |
| Año                | Lugar                   | Medalla            | Prueba             |
| 2014               | Belgrado (Serbia)       | Medalla de plata   | Ocho con timonel   |